# GJ 1132b
GJ 1132b ist ein Exoplanet, der den rund 39 Lichtjahre von der Sonne entfernten roten Zwergstern Gliese 1132 im Sternbild Segel am Südhimmel umkreist. Er ist der erste erdähnliche Planet neben der Erde, bei dem eine Atmosphäre nachgewiesen werden konnte.

## Entdeckung
Der Planet wurde von einem Astronomenteam um Zachory Berta-Thompson vom Massachusetts Institute of Technology (MIT) entdeckt und seine Entdeckung im November 2015 veröffentlicht. Die Entdeckung erfolgte mittels der Transitmethode auf der Grundlage von Beobachtungen mit den Teleskopen des MEarth South Array am Cerro Tololo Inter-American Observatory. Zum Entdeckungszeitpunkt war GJ 1132b der sonnennächste bekannte Exoplanet mit etwa Erdgröße. Der mit nahezu 21 Lichtjahren Entfernung deutlich sonnennähere Planet HD 219134 b, der ebenfalls 2015 entdeckt wurde, hat einen größeren Durchmesser sowie eine größere Mindestmasse als GJ 1132b.

## Eigenschaften
GJ 1132b umkreist seinen Zentralstern Gliese 1132 in nur etwas mehr als eineinhalb Tagen. Seine mittlere Entfernung zum Stern beträgt nur etwa 3,3 Millionen km. Im Vergleich dazu nähert sich Merkur der Sonne auf bis zu 46 Millionen km an. Aufgrund der extremen Nähe von GJ 1132b zu seinem Stern erhält er rund das 19fache der Strahlung wie die Erde von der Sonne, obwohl Gliese 1132 nur 0,4 % der Sonnenleuchtkraft aufweist.
Der Planet hat annähernd den 1,4-fachen Radius der Erde, während seine Mindestmasse nach Radialgeschwindigkeitsmessungen mit dem Échelle-Spektrographen HARPS der Europäischen Südsternwarte (ESO) auf etwa 1,6 Erdmassen geschätzt wurde. GJ 1132b kann damit als Gesteinsplanet eingestuft werden. Er ist allerdings viel zu nah an seinem Stern, als dass dort noch lebensfreundliche Bedingungen vorliegen könnten. Modellrechnungen zufolge herrscht auf GJ 1132b eine Temperatur zwischen 410 und 580 Kelvin bzw. zwischen 136 und 306 °C, nach neueren Ergebnissen sogar 644 ± 38 K. Er dürfte damit eher der Venus ähneln.
Da GJ 1132 von der Erde aus gesehen vor seinem Stern vorbeizieht, sowie wegen seiner relativen Nähe, eignet sich der Planet für weitergehende Forschungen. So ließe sich das Spektrum des Planeten untersuchen und daraus Rückschlüsse auf das Vorhandensein einer Atmosphäre sowie deren chemische Zusammensetzung ziehen. Von dem Astrophysiker Drake Deming wurde er sogar als „wichtigster Planet, der außerhalb unseres Sonnensystems je entdeckt wurde“ (arguably the most important planet ever found outside the solar system) bezeichnet.
GJ 1132b ist der erste erdähnliche Exoplanet, bei dem eine Atmosphäre nachgewiesen werden konnte. Dazu wurden insgesamt neun Durchgänge des Planeten vor seinem Stern mit dem MPG/ESO-2,2-m-Teleskop in vier Bändern im Bereich des sichtbaren Lichts sowie in drei Bändern im Nahinfrarotbereich untersucht. Im z-Band des Infrarotbereichs ergab sich ein scheinbar erhöhter Radius des Planeten. Er wird durch die Absorption von Licht in der Atmosphäre verursacht und geht auf Wasserdampf, Methan oder eine andere, unbekannte Quelle zurück.